# Hyke Koopmans
Hijke Adriana Hyke Koopmans (* 28. Juni 1924 in Akkrum; † 22. August 2010 in Bunnik) war eine niederländische Textilkünstlerin und Galeristin.

## Leben und Werk
Hyke Koopmans wurde am 28. Juni 1924 in Akkrum geboren. Ein Studium war ihr aufgrund des Zweiten Weltkriegs unmöglich. Im Selbststudium brachte sie sich das Weben bei. Nach dem Krieg absolvierte sie ab 1946 eine Ausbildung am Instituut voor Kunstnijverheidsonderwijs in Amsterdam. Sie arbeitete zusammen mit Margje Blitterswijk als Galeristin in der Galerie Het Kapelhuis in Amersfoort und lehrte an der Kunstakademie in Amersfoort. Für die Galerie entwarf sie Stoffe, unter anderem Bekleidungsstoffe und war für die Gestaltung der Ausstellungen verantwortlich. Die Galerie erhielt 1985 eine Auszeichnung der Françoise van den Bosch-Stiftung für die Förderung des Interesses an zeitgenössischem Schmuck. Sie lebte von 1950 bis zu ihrem Tod mit Margje Blitterswijk zusammen.
Hyke Koopmans starb am 22. August 2010 in Bunnik.